# Snowspeeder

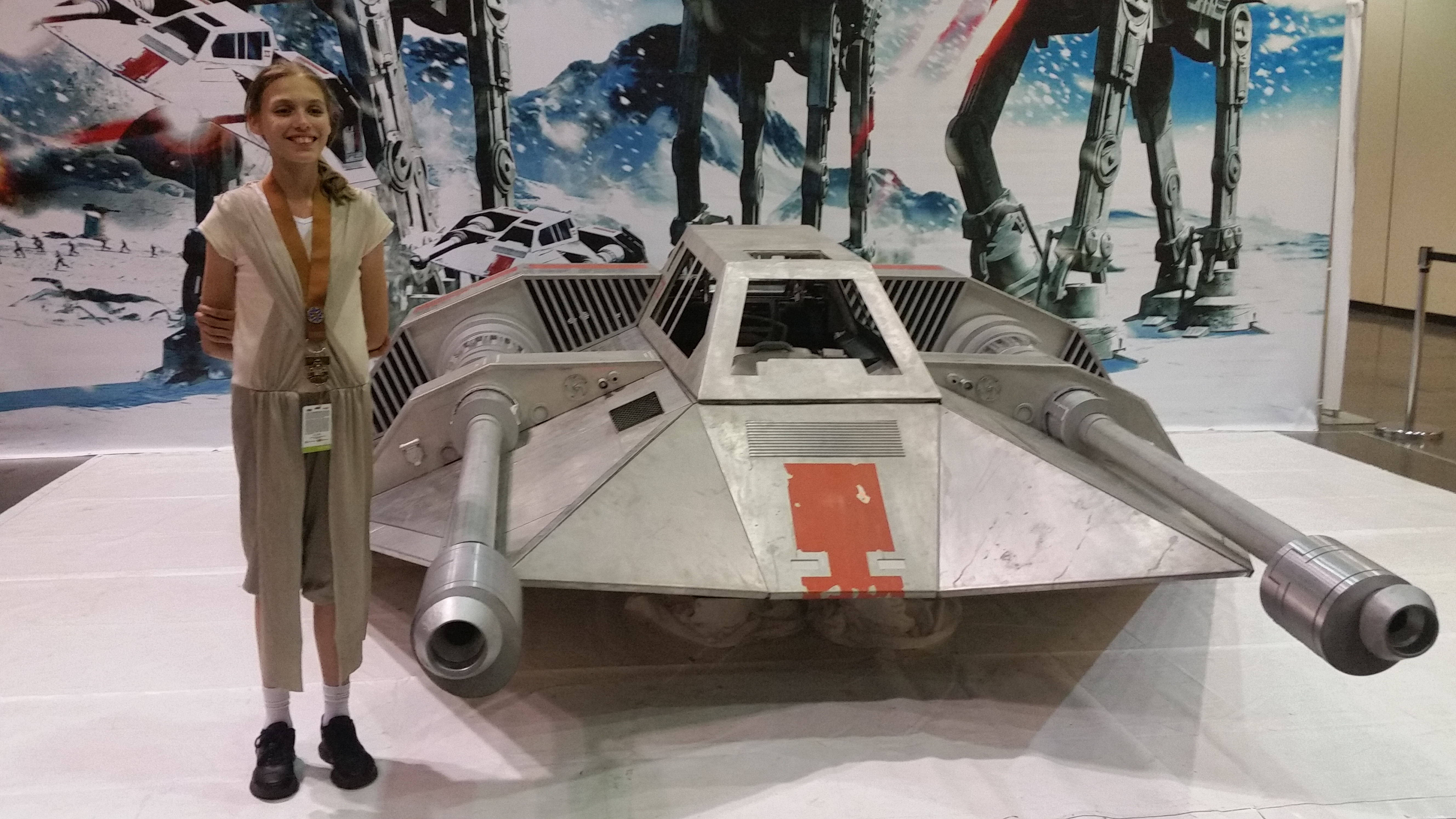
Snowspeeder en la Star Wars Celebration de Orlando, 2017.

El snowspeeder, o T-47, es un vehículo de combate perteneciente a la Alianza Rebelde, que es famosa a su aparición en la quinta entrega the Star Wars, El Imperio Contraataca. Especialmente adaptado para combate en terrenos nevados, de poca maniobrabilidad y vuelo limitado casi a ras del suelo. Posee como armamento láseres de media potencia pero más que nada se caracteriza por un cable que sale de su cubierta trasera que sirve para derribar especialmente a los poderosos AT-AT del Imperio Galáctico.
- Datos: Q782935